# Каша-Катуве
«Каша-Катуве-Тент-Рокс» (англ. Kasha-Katuwe Tent Rocks National Monument) — национальный монумент в США, находящийся в 60 км к юго-западу от Санта-Фе в штате Нью-Мексико близ города Кочити, на высоте 1730—1950 м над уровнем моря. Местность причислил к Национальным монументам президент Билл Клинтон в январе 2001 года, незадолго до своей отставки.
Местные скалы известны под названием «Скалы-Палатки». Такой необычной формой они обязаны своему происхождению из осаждений вулканических пород и пепла, подвергшихся эрозии.
Доступ к скалам является платным и открыт только днём. Памятник находится в управлении губернатора Кочити — общины индейцев-пуэбло.